# Forum international de la cybersécurité
Pour les articles homonymes, voir FIC.
Le Forum international de la cybersécurité (FIC)  est un évènement européen traitant de la cybersécurité, lancé en 2007 par la Gendarmerie nationale.
Les ministères de l’Intérieur et des armées se retirent de l'édition 2023, en raison de griefs envers la société Avisa Partners. En 2024, après un changement d'organisateur, l'événement devient le Forum InCyber Europe.

## Historique
La Gendarmerie nationale a lancé en 2007, avec le concours financier de la région Hauts-de-France, la première édition du Forum International de la Cybercriminalité, un événement destiné aux professionnels de la cybersécurité issus des sphères publiques et privées afin qu'ils confrontent leurs points de vue et leurs expériences. Sous l'impulsion du général d’armée Marc Watin-Augouard et du colonel Régis Fohrer, le FIC est devenu le Forum international de la cybersécurité, qui se réunit une fois par an pour débattre des enjeux stratégiques de cybersécurité et de cyberdéfense,,.
À partir de 2022, Avisa Partners organise à Montréal le pendant nord-américain du forum sous le nom de "Forum international de la cybersécurité - Amérique du Nord",.
En 2024, après la scission du groupe Avisa Partners, l'organisation passe au groupe Forward Global. Dans la foulée, l'événement devient le Forum InCyber Europe, en gardant le même sigle FIC, et l'événement de Montréal devient le Forum InCyber North America.

## Éditions

### FIC 2008 - Deuxième édition
La deuxième édition, tenue une nouvelle fois à Marcq-en-Baroeul, réunit plus de 600 visiteurs. Lors de son allocution, Michèle Alliot-Marie, ministre de l'Intérieur, de l'Outre-mer et des Collectivités territoriales a indiqué que « La cybercriminalité fait peser une véritable menace sur nos intérêts économiques fondamentaux ».

### FIC 2009 - Troisième édition
La troisième édition du Forum international de la cybersécurité, organisée au Zénith de Lille, rassemble un millier de personnes. Lors du forum, la Ministre de l'Intérieur, Michèle Alliot-Marie, annonce un renforcement des moyens (le « nombre de cyber-enquêteurs passera de 200 à 300 à la fin de l'année 2009 dans la police et à 214 dans la gendarmerie») et une modification de la législation pour lutter contre les infractions sur internet,.

### FIC 2010 - Quatrième édition
La quatrième édition s'est déroulée à Lille Grand Palais le 31 mars et le 1er avril 2010, avec une vingtaine d’ateliers pour plus de 1500 visiteurs d’une vingtaine de pays. Lors de la conférence plénière d’ouverture assurée par le préfet du Nord, Jean-Michel Bérard, qui représentait le ministre de l'Intérieur, a assisté sur l’importance de la coopération entre secteurs public et privé dans lutte contre la cybercriminalité. En particulier, il a indiqué avoir « demandé aux services du ministère de continuer d’apporter aux entreprises un soutien actif dans l’évaluation du cyber-risque ».

### FIC 2013 - Cinquième édition
La cinquième édition du Forum international de la cybersécurité s'est tenue le 28 et 29 janvier 2013 avec près de 2 400 participants représentant 52 pays et plus de 300 intervenants,. Des spécialistes issus des forces de l'ordre de quarante pays étaient ainsi présents,
Lors du discours de clôture du Forum, Manuel Valls, le ministre de l’Intérieur, a souligné la nécessité « d’aller plus loin » avec « une mutualisation plus importante des services, des outils adaptés et des personnels formés ». Le ministre a par ailleurs exprimé sa volonté de créer « une politique de sécurité intégrant les enjeux liés à l’Internet » et annoncé la création d'un groupe de travail interministériel conçu pour lutter contre la cybercriminalité qui « devra réfléchir à une adaptation de notre droit matériel et “processuel”, de nos organisations, de notre stratégie d'enquête et de notre stratégie en matière de sensibilisation des citoyens ». Kader Arif, ministre délégué auprès du ministre de la Défense, chargé des Anciens combattants, qui intervenait au nom du ministre de la Défense, a insisté sur le fait que « seule une démarche coordonnée et volontariste permettra de faire face aux attaques présentes et futures… L’objectif est de créer un esprit national de cyberdéfense ». De son côté, Fleur Pellerin, ministre de l'économie numérique, a relancé le projet d'identité numérique Idénum,,.

### FIC 2014 - Sixième édition
Sur le thème « Identité numérique et confiance », le Forum a réuni 3 000 participants et 80 exposants autour d'une quarantaine d'ateliers et de conférences les 21 et 22 janvier 2014 au Grand Palais de Lille ,
Lors de son intervention en conférence plénière, le ministre de la Défense, Jean-Yves Le Drian, a annoncé  la création d'un pacte "Défense cyber", qui vise à renforcer massivement les capacités du ministère, en développant « de nouvelles capacités défensives et offensives appuyées par un renseignement d’intérêt cyber »,. Ce plan doté d'un budget d'un milliard d’euros vise à développer la base industrielle et technologique du pays en partenariat avec des acteurs publics ou privés, civils ou militaires, comme définit dans le Livre blanc sur la Défense et la Sécurité nationale 2013,. Le ministre a justifié cet investissement par la nécessité de se protéger de nouvelles attaques susceptibles de frapper les intérêts vitaux du pays,. Le Ministre a également annoncé la création d'un pôle d’excellence Cyber en Bretagne, consacré à la formation, à l’entraînement ainsi qu’à la R&D. Il a également abordé la réserve citoyenne cyber (RCC), « dont l’élargissement est indispensable pour toucher davantage d’acteurs de la société civile, notamment les PME et PMI » et les suites qui seront données à la loi de programmation militaire.
Le FIC se déroulant 6 mois après le début des révélations d'Edward Snowden, les questions des enjeux de la souveraineté numérique ou d'un échec éventuel de la cybersécurité furent au cœur des débats,.

### FIC 2015 - Septième édition
La 7e édition du FIC s'est tenue les 21 et 22 janvier 2015 à Lille sur le thème de la « cybersécurité dans la transformation numérique », avec plus de 4350 participants, dont 640 participants étrangers.
Lors du discours d'ouverture, le ministre de l'Intérieur Bernard Cazeneuve a indiqué que la lutte contre le cyberdjihadisme est devenue une priorité alors que depuis les attentats survenus en janvier 2015, le nombre de procédures visant des propos faisant l’apologie du terrorisme sur internet a explosé et que la France est la cible d’un grand nombre de cyberattaques (1300 attaques touchant 25 000 sites). Il a annoncé l'allocation de 108 millions d'euros à la lutte contre la cybercriminalité et détaillé six axes de travail dont la sensibilisation du public, l'aide à la recherche et au développement et « le renforcement des capacités d’analyse et de traitement opérationnel des réponses » aux attaques,.
Le ministre fédéral allemand de l'Intérieur Thomas de Maizière et Bernard Cazeneuve ont plaidé pour un renforcement de la coopération entre leurs deux pays et à l'échelle internationale face à la cybercriminalité et au cyberterrorisme. Thomas de Maizière a précisé que « nous pouvons pousser la coopération beaucoup plus loin et nous allons le faire entre le BSI (Bundesamt für Sicherheit in der Informationstechnik) et l'ANSSI ».
La secrétaire d'Etat chargée du Numérique Axelle Lemaire, qui a rappelé que le secteur français de la cybersécurité pèse aujourd'hui 13 milliards d'euros, a distingué 24 solutions de sécurité avec le label "France CyberSecurity" 2015, destiné à promouvoir les solutions et technologies françaises avec une « marque de confiance, de qualité et de performance », et les privilégier dans les achats publics,.
Au cours d'un keynote consacré à la « réponse à incident », l'expert américain de la cybersécurité Bruce Schneier est revenu sur les tendances à venir dans le domaine de la sécurité et notamment les attaques de plus en plus sophistiquées, le développement du cloud computing et la perte de contrôle des individus sur leurs données

### FIC 2016 - Huitième édition
La première table ronde consacrée à la "confiance numérique" réunissait Jérémie Zimmermann, cofondateur de La Quadrature du Net, David Omand, ancien directeur du service de renseignements électroniques du Royaume-Uni, Guillaume Poupard, directeur général de l'Agence nationale de la sécurité des systèmes d'information, Nicolas Arpagian, blogueur expert en cybersécurité, Jean Yves Latournerie, préfet chargé de la lutte contre les cybermenaces ainsi que François Lavaste, directeur cybersécurité du groupe Airbus Defence and Space.
Le ministre de l’Intérieur, Bernard Cazeneuve a rappelé que le combat contre le terrorisme se livre sur également dans le cyberespace, avec le blocage de 283 sites internet et plus de 188 000 fiches de signalements créées sur la plate forme de renseignements Pharos en 2015.
Le « prix de la PME innovante » a été décerné à la société "Cyber Test Systems" et le prix spécial du jury à la société "TrustinSoft",.

### FIC 2017 - Neuvième édition
La 9e édition du FIC  s'est tenue les 24 et 25 janvier 2017 à Lille sur le thème "Smarter Security for future technologies" : les enjeux internationaux, la filière cybersécurité, la sécurité en entreprise, la lutte anti-cybercriminalité, les nouvelles technologies, les questions de société et les technologies de sécurité. le Forum a réuni plus de 7 000 participants dont 20 % de visiteurs étrangers, avec une trentaine de conférences et une vingtaine d'ateliers animés par plus de 300 intervenants.

### FIC 2021 - Treizième édition
Reporté à cause de la pandémie de Covid-19, la 11e édition s'est finalement tenue en septembre sur le thème « Pour une cybersécurité collective et collaborative ».

### FIC 2023 - Quinzième édition
Le forum se tient sans la participation du ministère des Armées. Challenges indique qu'officieusement, ce retrait est dû aux « relations fraîches, voire glaciales, entre Avisa Partners et le ministère des Armées [qui] sont un secret de Polichinelle, de même que la grande méfiance de la DGSE à l’endroit de la société d’intelligence économique dirigée par Mathieu Creux ».
Les ministères de l’Intérieur et des armées se retirent de cette édition, en raison des griefs envers la société Avisa Partners.
À l'issue du salon 2023, la gendarmerie, qui détient la marque "Forum international de la cybersécurité" apprend que Avisa Partners a l'intention de renommer l'événement en « Forum InCyber Europe » afin de se prémunir contre tout divorce à venir avec le ministère de l'Intérieur,.

### FIC 2024 - Seizième édition - Forum InCyber Europe
En juin 2023, après les scandales révélés par la presse qui écornent son image auprès de ses clients, Avisa annonce le départ de son fondateur Arnaud Dassier à qui elle cède les « activités digitales »— activités d'influence et de manipulation de l'information  — et la marque. Le groupe change ainsi de nom pour s'appeler Forward Global, et conserve les activités d'intelligence économique et de cybersécurité, et devient le nouvel organisateur du Forum.
Le Monde Informatique note que « Si l’édition 2023 du FIC - devenu le Forum InCyber - avait été marquée par l’absence de plusieurs ministères, le millésime 2024 se veut plus apaisé. »

### Forum InCyber Europe 2025
La 17e édition s'est déroulée du 1er au 3 avril 2025, sur le thème « Au-delà du Zero Trust, la confiance pour tous ».
Le prix du livre Incyber a été décerné dans cinq catégories. Dans la catégorie Grand Public, Espionner, mentir et détruire de Martin Untersinger ; dans la catégorie Recherches Universitaires, Les données de la démocratie de Samuel Göeta autour du datactivisme ; dans la catégorie Jeunesse, J’apprends à Hacker à 9 ans de Sara Sellos et Nicolas Fouville, dans la catégorie Cyberdéfense Soldat de la cyberguerre d'Arnaud Coustillière et enfin  dans la catégorie IA, La Guerre à l’ère de l'intelligence artificielle de Laure de Roucy-Rochegonde.